# Gauss–Seidel-módszer
A Gauss–Seidel néven ismert eljárás egy iteratív módszer, alkalmas a nagyobb méretű, nem feltétlenül ritka együttható-mátrixú lineáris egyenletrendszerek megoldására. Indirekt módszer, amely – a direkt módszerekkel ellentétben – nem véges, előre meghatározott számú lépés után téríti vissza a keresett megoldásvektort tökéletesen pontosan (ha a kerekítési hibáktól eltekintünk), hanem az eljárás során az iterációs lépéseket addig ismételjük, míg egy általunk meghatározott pontosságig az ismeretleneket meg nem határozzuk, tehát akkor állunk meg a lépesekkel, mikor már két egymás utáni lépésben kapott ismeretlen értékek különbsége kisebb egy általunk meghatározott értéknél (vagyis, ha hiba elhanyagolható).  
A Gauss–Seidel-módszer hasonlít a Jacobi-módszerhez. Mindkét módszer ugyanahhoz a megoldáshoz konvergál, de a Gauss–Seidel-módszer konvergenciája gyorsabb, mert a következő {\displaystyle x_{n}}  ismeretlen kiszámításához felhasználja az ugyanabban a ciklusban már kiszámolt  {\displaystyle x_{n-1},x_{n-2}....} stb.  ismeretlenek értékeit. Ez azt jelenti, hogy ugyanolyan pontosság eléréséhez ezzel a módszerrel kevesebb iterációt kell végrehajtanunk.  

## Leírás
A Gauss–Seidel-módszer esetében az iterációs képlet a következő lesz:
{\displaystyle x_{i}^{(k+1)}={b_{i} \over a_{ii}}-\sum _{l=1}^{(i-1)}{a_{il} \over a_{ii}}x_{l}^{(k+1)}-\sum _{l=i+1}^{(n)}{{a_{il} \over a_{ii}}x_{l}^{(k)}}}
A módszer elvének megértése érdekében tekintsünk egy példát:
{\displaystyle {\begin{pmatrix}a_{11}&a_{12}\\a_{21}&a_{22}\end{pmatrix}}{x_{1} \choose x_{2}}={b_{1} \choose b_{2}}}
Az áttekinthetőség kedvéért átírjuk egyenletek formájába:
{\displaystyle {\begin{cases}a_{11}x_{1}+a_{12}x_{2}=b_{1}\\a_{21}x_{1}+a_{22}x_{2}=b_{2}\end{cases}}}
Innen kifejezhető az x1 és x2 ismeretlen, így a következő egyenleteket kapjuk:
{\displaystyle x_{1}=-{a_{12} \over a_{11}}x_{2}+{b_{1} \over a_{11}}},
{\displaystyle x_{2}=-{a_{21} \over a_{22}}x_{1}+{b_{2} \over a_{22}}}
Az így kapott egyenletrendszert úgy oldhatjuk meg, hogy kezdetben kiindulunk az {\displaystyle x_{1}^{(0)}}, illetve az {\displaystyle x_{2}^{(0)}} legjobb becslésünkből, vagy az egyszerűség kedvéért indulhatunk 0-ból is. Ezután felhasználva az
{\displaystyle x_{1}^{(k)}=-{a_{12} \over a_{11}}x_{2}^{(k-1)}+{b_{1} \over a_{11}}},
{\displaystyle x_{2}^{(k)}=-{a_{21} \over a_{22}}x_{1}^{(k-1)}+{b_{2} \over a_{22}}}
lépéseket, eljuthatunk egy jobb közelítő értékig. 
Az  {\displaystyle x_{2}} kiszámítására már használhatjuk az {\displaystyle x_{1}} új értékét is. Vagyis:
{\displaystyle x_{1}^{(k)}=-{a_{12} \over a_{11}}x_{2}^{(k-1)}+{b_{1} \over a_{11}}}
{\displaystyle x_{2}^{(k)}=-{a_{21} \over a_{22}}x_{1}^{(k)}+{b_{2} \over a_{22}}}
Ebben az esetben a Gauss–Seidel-féle iterációs módszert kapjuk eredményül.

## Konvergencia
A módszer konvergenciája függ az {\displaystyle A} mátrixtól, vagyis iterációs eljárással eljutunk a megoldásig, ha:
- {\displaystyle A} szigorúan diagonálisan domináns
- {\displaystyle A} szimmetrikus pozitív-definit[1]

Egy általános, {\displaystyle x^{(k)}=Gx^{(k-1)}+c} alakú iterációs képlet akkor konvergál bármely kezdeti  {\displaystyle x^{(0)}}vektor esetén, ha a {\displaystyle G} mátrix spektrálsugara kisebb, mint {\displaystyle 1}:
{\displaystyle \lim \|x^{(k)}-x\|=0\Longleftrightarrow \rho (G)<1} , {\displaystyle x}a megoldásvektor.
Általánosabban tárgyalva a problémát,  feladatunk a {\textstyle Ax=b} alakú egyenletrendszer megoldása. Így a fentebb tárgyalt iterációs képlet mátrix-alakban a következő:
{\displaystyle x^{(k)}=(I-Q^{-1}A)x^{(k-1)}+Q^{-1}b} ahol a {\displaystyle Q} mátrix {\displaystyle A} főátlóját és a főátló alatti elemeit tartalmazza. Ez olyan, mintha a fenti egyenletrendszerünkben az összes egyenletből kifejeztük volna a változókat. Bizonyított, hogy a {\displaystyle (I-Q^{-1}A)} mátrix sugara kisebb, mint {\displaystyle 1}, ha az A mátrix szigorúan diagonálisan domináns, tehát a módszer konvergálni fog ilyen esetben.

## Algoritmus
A Jacobi-algoritmusban az y segédtömb arra szolgál, hogy az x értékeit ne írjuk felül, amielőtt kiszámítottuk volna az összes új értéket.  A Gauss–Seidel-módszer algoritmusában egyszerűbb a helyzet, mert azonnal felülírhatjuk a régi értékeket, ezzel gyorsítva az algoritmust. Kezdetben a megoldást tartalmazó x tömb a becslést tartalmazza.
```
Input: A(n,n) , b(n), x(n), iter_max

Output: x(n)

function Jacobi:

      for k = 1 to iter_max do

          for i = 1 to n do

              y[i] = b[i]  

              for j = 1 to n do

                  if j != i then

                      y[i] ← y[i] − A[i][j]*x[j]

                  end if

              end for

             x[i] ← y[i]/A[i][i]

         end for

     end for

     return x

 end function

```

```
Input: A(n,n), b(n), x(n), iter_max

Output: x(n)

function Gauss_Seidel:

      for k = 1 to iter_max do

          for i = 1 to n do

              x[i] = b[i]  

              for j = 1 to n do

                  if j != i then

                      x[i] ← x[i] − A[i][j]*x[j]

                  end if

              end for

             x[i] ← x[i]/A[i][i]

         end for

     end for

     return x

 end function

```

## Fordítás
- Ez a szócikk részben vagy egészben  a   Gauss–Seidel method című angol Wikipédia-szócikk ezen változatának fordításán alapul.  Az eredeti cikk szerkesztőit annak laptörténete sorolja fel. Ez a jelzés csupán a megfogalmazás eredetét és a szerzői jogokat jelzi, nem szolgál a cikkben szereplő információk forrásmegjelöléseként.